# Erol Kahraman
Erol Kahraman (* 2. Januar 1983 in London, Vereinigtes Königreich) ist ein kanadisch-türkischer Eishockeytorwart, der seit 2017 beim Koç Üniversitesi SK in der türkischen Superliga unter Vertrag steht.

## Karriere

### Club
Erol Kahraman, der als Sohn türkisch-zypriotischer Eltern in London zur Welt kam, begann seine Karriere als Eishockeyspieler bei den Elmira Sugar Kings, einem kanadischen Juniorenteam. Später stand er bei den Lucknow Lancers, ebenfalls aus der Provinz Ontario im Tor. 2010 verließ er Nordamerika und wechselte in die türkische Superliga, wo er zunächst beim Universitätssportklub Ankara spielte. Nach einem Jahr zog es ihn zum Başkent Yıldızları SK, der ebenfalls in der türkischen Hauptstadt beheimatet ist. Sowohl 2012 als auch 2013 wurde er mit dem Klub, bei dem er auch als Torwarttrainer amtierte, türkischer Meister. Trotz dieser Erfolge verließ er das Team im Sommer 2013 und schloss sich dem Superligaaufsteiger Zeytinburnu Belediye SK an. 2015 und 2016 wurde er auch mit Zeytinburnu türkischer Meister. Seit 2017 spielt er für den Koç Üniversitesi SK.

### Nationalmannschaft
Seinen ersten internationalen Auftritt für die Türkei hatte Kahraman bei der Winter-Universiade 2011 in Erzurum, bei der die Gastgeber jedoch bereits in der Vorrunde mit 0:60 Toren aus drei Spielen (gegen Russland, Japan und Tschechien) ausschieden.
Kahraman stand für die türkische Herren-Auswahl erstmals bei der Weltmeisterschaft 2013 im Kasten, als er mit seinen Paraden in der Division II maßgeblich zum Klassenerhalt des Teams vom Bosporus beitrug und mit seiner Fangquote von 89,6 % zum zweitbesten Torhüter des Turniers hinter dem Israeli Avihu Sorotzky avancierte. Zudem wurde er als bester Spieler seiner Mannschaft ausgezeichnet. Im Folgejahr musste er dann aufgrund einer 2:4-Niederlage im entscheidenden Spiel gegen Südafrika den Abstieg in die Division III hinnehmen. Bei den Weltmeisterschaften 2015 und 2016, als er mit dem zweitgeringsten Gegentorschnitt hinter dem Luxemburger Gilles Mangen und der drittbesten Fangquote hinter Mangen und dem Georgier Andrei Ilienko zum besten Torhüter des Turniers gewählt wurde, spielte er in der Division III.

## Erfolge und Auszeichnungen
- 2012 Türkischer Meister mit dem Başkent Yıldızları SK
- 2013 Türkischer Meister mit dem Başkent Yıldızları SK
- 2015 Türkischer Meister mit dem Zeytinburnu Belediye SK
- 2016 Türkischer Meister mit dem Zeytinburnu Belediye SK
- 2016 Aufstieg in die Division II, Gruppe B, bei der Weltmeisterschaft der Division III
- 2016 Bester Torhüter bei der Weltmeisterschaft der Division III